# スヴァン語
スヴァン語はジョージア北西部スヴァネティ地方で主にグルジア人とスヴァン人によって話されている言葉。話者は約3万人。アブハジア自治共和国内にも少数の話者がいる。ほぼすべての話者はグルジア語との二言語併用者である。
系統的にはグルジア語と同じ南コーカサス語族（カルトヴェリ語族）に属する。
若年層でスヴァン語の知識は次第に失われつつあり、消滅が危惧される言語である。

## 言語名別称
- スバン語
- Svanuri

## 方言
5つの方言が区別される。
- Lashx (sva-las)
- Lower Bal (sva-low)
- Upper Bal (sva-upp)
- Lentex (sva-len)